# Justicia lolioides
Justicia lolioides är en akantusväxtart som beskrevs av Spencer Le Marchant Moore. Justicia lolioides ingår i släktet Justicia och familjen akantusväxter. Inga underarter finns listade i Catalogue of Life.